# 양진주의
양진주의(兩眞主義, dialetheism)은 참인 동시에 거짓인 진술이 존재할 수 있다고 보는 논리철학적 입장이다. 대표적인 제창자인 그레이엄 프리스트(Graham Priest)는 "참인 모순이 존재할 수 있다는 입장"이라고 설명한다.
양진주의는 특정 형식 체계가 아닌 진리론에 관한 하나의 입론(thesis)이므로, 양진주의의 도입 방식에 따라 그 새로운 논리 체계는 다양한 양상으로 나타날 수 있다. 다만 고전 논리 및 직관 논리 체계에서는 폭발률(principle of explosion)에 따라 이러한 모순의 존재가 논리 체계 전체를 무효화시키므로, 양진주의를 보편적으로 적용하기 위해서는 모순허용 논리 즉 초일관 논리(paraconsistent logic)를 도입하는 경우가 많다.

## 같이 보기
- 모순
- 무모순율
- 모순허용논리